# DisneyRemixMania
DisneyRemixMania jest pierwszym albumem zawierającym remixy piosenek, które wcześniej znalazły się na serii płyt DisneyMania. Zawiera 14 piosenek które zostały zremixowane na taneczne utwory. Dodatkowo, jest jeszcze piętnasta piosenka, „DisneyRemixMania Mega Mix”, która zawiera trzy utwory z płyty DisneyMania 3 zmixowane przez DJ-a Skribble. Album nie zajął wyskoich pozycji na listach przebojów i był pierwszym z serii DisneyMania, który nie osiągnął tytułu złotej płyty.

## Lista utworów
1. Jesse McCartney – „The Second Star to the Right” (Lost Boys Remix)
2. The Cheetah Girls – „I Won't Say (I'm In Love)” (Girl Power Remix)
3. Raven-Symoné – „Under the Sea” (Reggae Remix)
4. Jump5 – „Hawaiian Roller Coaster Ride” (Mahalo Remix)
5. Baha Men – „It's a Small World” (Shorty Remix)
6. Smash Mouth – „I Wan'na Be Like You” (Monkey C Remix)
7. Hilary Duff & Haylie Duff – „The Siamese Cat Song” (Cat-Scratch Remix)
8. Ashanti & Lil' Sis Shi Shi – „Colors of the Wind” (Soul Sister Remix)
9. Gwiazdy Disney Channel – „Circle of Life” (All Star Remix)
10. Bowling for Soup – „The Bare Necessities” (Jungle Boogie Remix)
11. Skye Sweetnam – „Part of Your World” (C-Girl Rock Remix)
12. Raven-Symoné, Anneliese van der Pol & Orlando Brown – „True to Your Heart” (China Doll Remix)
13. Everlife – „Strangers Like Me” (Jungle Rock Remix)
14. Lalaine – „Cruella de Vil” (DJ Skribble Spot Remix)
15. Raven-Symoné, The Cheetah Girls & Lalaine – „DJ Skribble megamix” (Under the Sea/I Won't Say (I'm in Love)/Cruella de Vil)

## Single
1. „Under the Sea (Reggae Mix)” Raven-Symoné

## Teledyski
1. „DJ Skribble megamix” Raven-Symoné, The Cheetah Girls, Lalaine
2. „Under the sea” Raven-Symoné